# Ivan Poliakov
Pour les articles homonymes, voir Poliakov.
Ivan Semionovitch Poliakov (en russe : Иван Семенович Поляков), né le 12 juin 1845 à Novotsouroukhaïtouï (Новоцурухайтуй (ru)) dans le kraï de Transbaïkalie et mort le 5 avril 1887 à Saint-Pétersbourg, est un zoologiste, anthropologue, ethnographe et explorateur russe. 
Il est surtout connu pour avoir découvert un homme primitif dans le site préhistorique de Kostyonki–Borshchyovo (en) en 1879 et pour une description scientifique (1881) du cheval de Przewalski qu'il baptise en l'honneur de son découvreur Nikolaï Prjevalski.

## Biographie
Ivan Semyonovich Polyakov est né le 12 juin 1845 à Novozuruchaitui, en Transbaïkalie, dans une famille cosaque. Sa mère est bouriate. Il apprend l'alphabet d'un officier cosaque et étudie dans une école locale. En 1855, il aide l'historien local Nikolai Kashin à collecter des collections de plantes et d'insectes pour le musée d'Irkoutsk. À partir de 1859, il étudie à l'école militaire d'Irkoutsk. 
En 1866, il accompagne Pierre Kropotkine dans une expédition dans les monts Iablonovy puis, fait des études à l'Université de Saint-Pétersbourg (1867) dont il est diplômé en 1874. Il obtient alors un poste de conservateur du Musée zoologique de l'Académie impériale des sciences et réussit les examens de maîtrise. Il soutient aussi sa thèse en zoologie.
Il part en 1871 explorer le lac Onega et d'autres lacs du gouvernement d'Olonets et y revient en 1873. En 1874, il mène des études de géographe et de zoologie autour des lacs sources de la Volga.
Nommé conservateur du Musée zoologique de l'Académie impériale des sciences, il dirige en 1876-1877 des recherches zoologiques et ethnographiques sur l'Ob et sa région. À des fins archéologiques, il se rend au cœur de la Russie en 1878 et dans le Caucase oriental en 1879. Son dernier grand voyage (1881-1884) le conduit à Sakhaline, au Japon et dans le sud de la Chine,.